# Křižínkov

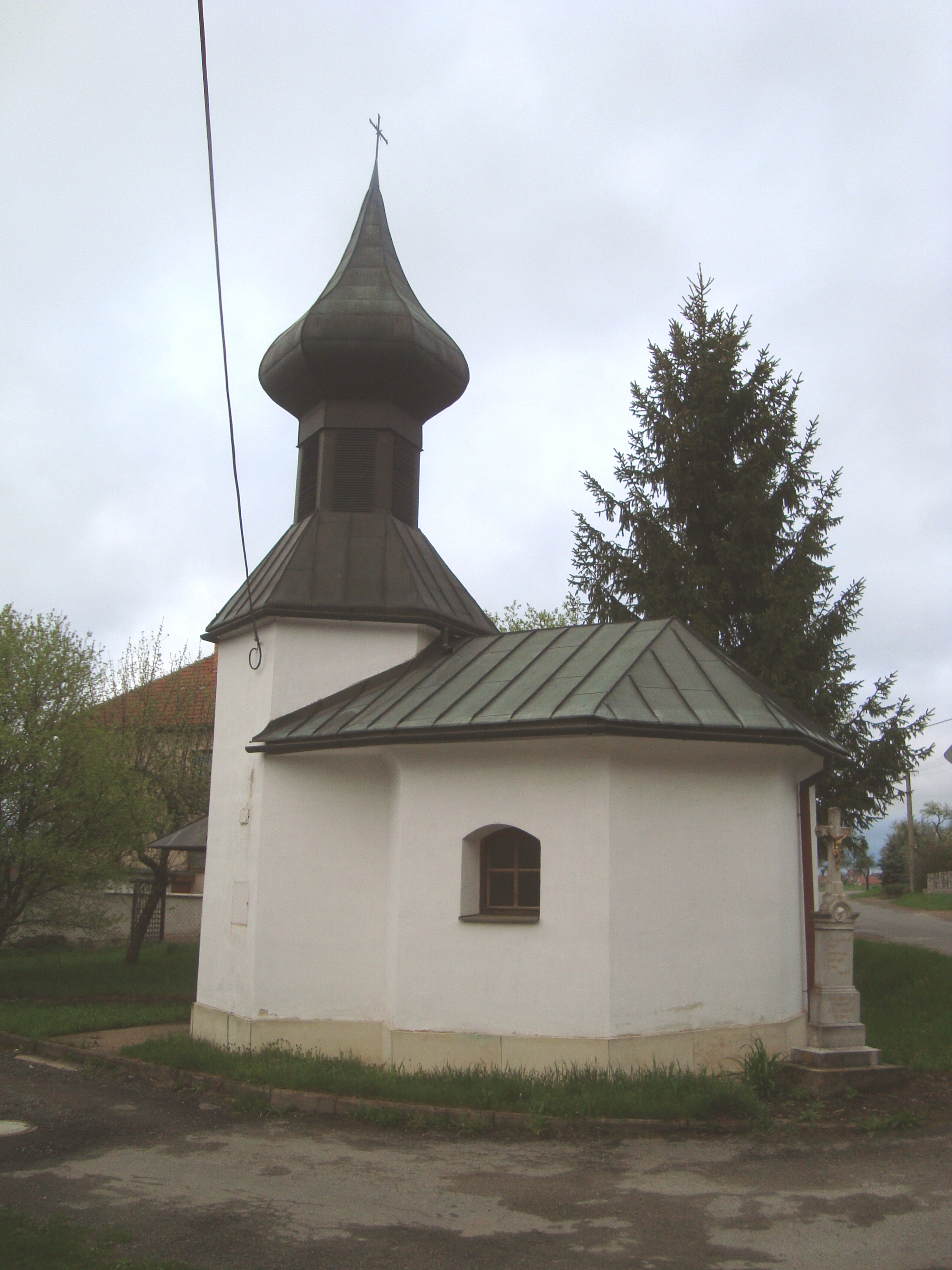
Kapelle der hl. Anna

Křižínkov (deutsch Krischinkow, früher Krizinkau) ist eine Gemeinde in Tschechien. Sie liegt fünf Kilometer nordöstlich von Velká Bíteš und gehört zum Okres Brno-venkov.

## Geographie
Křižínkov befindet sich in der zur Böhmisch-Mährischen Höhe gehörigen Křižanovská vrchovina (Krischanauer Bergland) auf einem Höhenzug zwischen den Tälern der Březinka und Blahoňůvka. Nördlich des Dorfes führt die Bahnstrecke Brno – Žďár nad Sázavou vorbei, die nächste Bahnstation Níhov liegt einen Kilometer entfernt.
Nachbarorte sind Níhov und Kartouzy im Norden, Katov im Nordosten, Prosatín und Deblín im Osten, Pánov im Südosten, Křoví im Süden, Velká Bíteš im Südwesten, Vlkov und Březské im Westen sowie Březí im Nordwesten.

## Geschichte
Die erste schriftliche Erwähnung des Dorfes erfolgte im Jahre 1309 als Besitz der Brüder Vojslav und Martin de Chrysanelis. Das im 14. Jahrhundert nach dem Dorf benannte Rittergeschlecht von Křižínkov besaß Křižínkov zu keiner Zeit, seine Besitzungen lagen weiter südlich. Zum Ende des 14. Jahrhunderts erwarb das Zisterzienserkloster Fons Beatae Mariae Virginis bei Žďár Křižínkov. Im Jahre 1416 verpfändete das Kloster das Dorf Křižínkov einschließlich des Hofes und Gerichts an einen nicht näher bezeichneten Jimram. Wahrscheinlich handelte es sich um Jimram von Pernstein, denn nachfolgend gehörte Křižínkov bis 1437 den Herren von Pernstein. 1504 kaufte das Kloster Křižínkov von Wenzel Hadburg von Bobešovice zurück. Nach dem Dreißigjährigen Krieg wurde Křižínkov an die Herrschaft Nové Město angeschlossen. Im 17. Jahrhundert wurde das Dorf nach Bobrová eingepfarrt. Im Jahre 1663 erwarb die Pfarrkirche in Vyškov das Dorf. Nachfolgender Besitzer wurde ab 1687 Martin Pruskauer Ritter von Freienfels. Seine Erben verkauften das Dorf 1722 an den Grafen  von Werdenberg  auf Náměšť. 1738 erwarb Bohumír Graf von Waldorf auf Ossowa die Güter. Nach dessen Tode verkauften seine Erben Křižínkov 1746 an die Stadt Brünn, die das Dorf an die Herrschaft Deblín anschloss. 1784 wurde der Herrenhof aufgelöst und ein Teil seiner Fluren an 16 Familianten verkauft. Bis zur Mitte des 19. Jahrhunderts blieb Křižínkov danach immer zu Deblín untertänig.
Nach der Aufhebung der Patrimonialherrschaften bildete Křížinkov ab 1850 einen Ortsteil der Gemeinde Svatoslav im Brünner Bezirk. 1867 entstand die Gemeinde Křížinkov, zu der auch der Ortsteil Pánov gehörte. Schulort war bis 1886 Křoví, nach dem Bau der neuen Schule in Katov wurden die Kinder des Dorfes dorthin umgeschult. Ab 1895 gehörte die Gemeinde zum Bezirk Velké Meziříčí. In den Jahren 1898 bis 1899 erfolgte die Herstellung einer Anschlussstraße von Křížinkov zur Bezirksstraße in Katov. Seit 1923 führt der Ort den amtlichen Namen Křižínkov. Im selben Jahre bildete sich eine Freiwillige Feuerwehr. Am 25. Juli 1931 wurden bei einem Großbrand zwei Häuser und fünf Scheunen zerstört. 1939 begann nördlich des Dorfes an der Březinka der Bau der zweigleisigen Eisenbahnstrecke Brno-Havlíčkův Brod. 1948 wurde die Gemeinde dem Okres Velká Bíteš zugeordnet; nach dessen Auflösung kam das Dorf mit Beginn des Jahres 1961 zum Okres Žďár nad Sázavou. 1964 wurden Křižínkov und Pánov nach Katov eingemeindet, 1980 kam das Dorf als Ortsteil zu Velká Bíteš. 1991 hatte Křižínkov 222 Einwohner. Zum 1. Januar 1992 löste sich Křižínkov los und bildete wieder eine eigene Gemeinde. Pánov verblieb bei Velká Bíteš und bildet seither eine Exklave der Stadtfluren. Seit Beginn des Jahres 2005 gehört die Gemeinde zum Okres Brno-venkov.

## Gemeindegliederung
Für die Gemeinde Křižínkov sind keine Ortsteile ausgewiesen. Zu Křižínkov gehört die Ansiedlung Kartouzy.

## Sehenswürdigkeiten
- Kapelle der hl. Anna mit wuchtigem Zwiebelturm